# Быкасово
Быкасово — деревня в Гороховецком районе Владимирской области России, входит в состав Фоминского сельского поселения.

## География
Деревня расположена на берегу речки Чуча в 16 км на восток от центра поселения села Фоминки и в 45 км на юго-запад от Гороховца.

## История
В окладных книгах Рязанской епархии 1678 года деревня входила в состав Ростригинского прихода, в ней было 20 дворов крестьянских.
В XIX — первой четверти XX века деревня Большое Быкасово являлась крупным населённым пунктом в составе Фоминской волости Гороховецкого уезда. В 1859 году в деревне числилось 52 двора, в 1905 году — 142 двора.
С 1929 года деревня являлась центром Быкасовского сельсовета Фоминского района Горьковского края. С 1944 года — в составе Владимирской области, с 1954 года — в составе Рождественского сельсовета, с 1959 года — в составе Гороховецкого района, с 2005 года — в составе Фоминского сельского поселения.

## Население
| 1859 | 1897 | 1905 |
| ---- | ---- | ---- |
| 557  | 607  | 736  |

| 1859 | 1897 | 1905 | 1926 | 2002 | 2010 | 2021 |
| ---- | ---- | ---- | ---- | ---- | ---- | ---- |
| 557  | ↗607 | ↗736 | ↘675 | ↘274 | ↘215 | ↘176 |

## Инфраструктура
В деревне находятся Быкасовская начальная общеобразовательная школа, дом культуры, фельдшерско-акушерский пункт, отделение федеральной почтовой связи